# Девица (приток Остра)
Девица (укр. Дівиця) или Новый Поток (укр. Новий Поток) — левый приток реки Остёр, протекающий по Носовскому и Нежинскому районам (Черниговская область).

## География
Длина — 30 или 20, 24 км. Площадь водосборного бассейна — 285 км². Русло реки (отметки уреза воды) в верхнем течении (село Данино) находится на высоте 124,0 м над уровнем моря. Река служит водоприёмником системы каналов.
Река и истоки её преобразованы и четыре магистральные канала берут начало: западнее села Безугловки, южнее пгт Лосиновки, восточнее села Степные Хутора и восточнее села Тертышники. Река течёт на север, с различными уклонам на восток и запад. Впадает в реку Остёр (на 127-м км от её устья) южнее села Мыльники (Нежинский район).
Русло выпрямлено в канал (канализировано) шириной 10-12 м и глубиной 2,0-3,0 м. В верхнем течении у села Сулак каналом сообщается с рекой Носовочка. На реке есть небольшие пруды.
Пойма очагами занята заболоченными участками с лугами и кустарниками, лесом (доминирование дуба и осины) и лесополосами.

## Населённые пункты
Населённые пункты на реке (от истока к устью):
1. Сулак
2. Володькова Девица[5]